# Milica Todorović
Milica Todorović  (kyr. Милица Тодоровић; * 13. Oktober 1990 in Kruševac, SFR Jugoslawien) ist eine serbische Turbo-Folk- und Pop-Sängerin.

## Leben und Karriere
Milica Todorović gewann 2005 die Castingshow Zvezde Granda, die serbische Variante von Popstars. Danach erschien eine Reihe von Singles.
2007 wirkte sie als Azra in der Bühnenfassung des Filmes Die Zeit der Zigeuner von Emir Kusturica an der Opéra Bastille in Paris mit.
2009 erschien ihr Debütalbum Pamtim ja mit ihren gesammelten Singles beim Medienunternehmen Grand Production. Es folgten in den nächsten Jahren eine Reihe weiterer Singles samt Videoclips.
Ein erfolgreicher Song wurde Moje zlato, in Zusammenarbeit mit MC Yankoo. Mit aktuell 170 Mio. Aufrufen ist es einer der meistgeklickten Videos in der Balkanregion auf Youtube.

## Diskografie

### Alben
- 2009: Pamtim ja

### Singles
| - 2005: Reci ja - 2005: Uporedi me - 2006: Zasto cura sedi sama - 2008: SMS - 2009: Pamtim ja - 2010: Sa bilo kim - 2011: Sve je uzalud - 2012: Zbog tebe - 2013: Nema nazad - 2013: Tri čaše - 2014: Moje zlato (mit MC Yankoo) - 2016: Cure privode - 2017: Limunada (mit Emina Jahović) - 2017: Ljubi me budalo (mit MC Yankoo) | - 2018: Show program - 2018: Ista ja - 2019: Avet (mit Mirza Selimović) - 2019: Doza Otrova - 2019: Ljubav manje - 2020: Uno Beso - 2021: Proci ces me ti - 2021: Izgubila sam sebe - 2021: Tet a Tet (mit DJ Shone & 2Bona) - 2022: Ne dam da nemam te (mit Dejan Matić) - 2023: No No No (mit Gazda Paja) - 2024: F..k off - 2024: Lazno si se kleo |